# Subaru Park
Der Subaru Park ist ein Fußballstadion in der US-amerikanischen Stadt Chester, Pennsylvania. Es ist seit Eröffnung die Spielstätte des Fußball-Franchises Philadelphia Union aus der Major League Soccer (MLS). Der Subaru Park bietet 18.500 Sitzplätze zu Fußballspielen. Zu Konzerten finden 26.000 Zuschauer Einlass. Seit 2019 spielt ebenfalls das Farmteam Philadelphia Union II (vormals Bethlehem Steel FC) in dem Stadion.

## Geschichte
Bereits im Oktober 2007, noch vor der Entscheidung für Philadelphia seitens der MLS, gab das Delaware County sein Einverständnis zum Bau des Stadions. Das Stadion liegt direkt am Delaware River, an der südwestlichen Ecke der Commodore Barry Bridge. Gebaut wurde das Stadion von der T.N. Ward Company.
Die Grundsteinlegung erfolgte am 1. Dezember 2008. Anfang 2010 wurde das Energieversorgungsunternehmen Pennsylvania Power and Light wurde für elf Jahre Namenssponsor des Stadions. Aufgrund von Verzögerungen beim Bau, musste Philadelphia Union zunächst die ersten Saisonspiele der Premierensaison im Lincoln Financial Field austragen, ehe das Stadion am 27. Juni 2010 mit einem 3:1-Sieg gegen die Seattle Sounders FC eröffnet wurde.
Am 30. November 2015 gab Philadelphia Union bekannt, dass der PPL Park in Talen Energy Stadium umbenannt wird. Das Energieversorgungsunternehmen Talen Energy wurde aus der PPL Corporation ausgegliedert und 2015 neugegründet. Nähere Informationen zu der Vereinbarung wurden nicht bekannt.
Nachdem der Sponsorenvertrag zwischen der Union und Talen Energy 2020 ausgelaufen war, wurde die US-amerikanische Vertretung des japanischen Autoherstellers Subaru of America am 18. Februar 2020 als neuer Sponsor bekannt gegeben.

## Nutzung

### Fußball
Der Subaru Park dient vornehmlich dem MLS-Franchise Philadelphia Union als Heimspielstätte. Das erste Spiel fand hier am 27. Juni 2010 gegen die Seattle Sounders statt. Sébastien Le Toux erzielte das erste Tor im neuen Fußballstadion. Neben den Spielen in der MLS, war der Park 2012 Austragungsort des MLS All-Star Game gegen den FC Chelsea. Dieses Spiel sahen 19.236 Menschen im Stadion und es endete 3:2 für die MLS All Stars. Beim CONCACAF Gold Cup 2015 fand hier das Spiel um den dritten Platz statt. Die Nationalmannschaften der USA und Panama trennten sich 1:1 nach der regulären Spielzeit. Später siegte Panama im Elfmeterschießen mit 3:2.
Seit der Saison 2019 spielt das Farmteam von Philadelphia Union, der Philadelphia Union II (vor 2020 als Bethlehem Steel FC bekannt), seine Heimspiele in der USL Championship auf der Anlage.

### Rugby Union
Seit 2011 findet jedes Jahr im Juni die Collegiate Rugby Championship statt. Dieses Turnier ist eines der wichtigsten im nationalen College Rugby Sport und wird landesweit über NBC ausgestrahlt.
Am 9. November 2013 war das Stadion Schauplatz eines Freundschaftsspieles zwischen der Rugby-Union-Nationalmannschaft der USA gegen die neuseeländischen Mannschaft der Māori All Blacks. Die Neuseeländer konnten mit 29:19 gewinnen.

### Lacrosse
2012 fand im PPL Park zwei Viertelfinalspiele der NCAA Division I Men’s Lacrosse Championship 2012 statt. Am 25. August 2013 wurde im Stadion das Finale der Major League Lacrosse, der Steinfeld Cup, statt. Die Chesapeake Bayhawks konnten mit 10:9 gegen die Charlotte Hounds gewinnen. Dieses Spiel verfolgten 3.892 Zuschauer im Stadion. Im April 2015 fand hier die ACC Lacrosse Championship statt.

## Ausstattung
Für die Fangruppierung Sons of Ben wurde ein spezieller Eingang kreiert. Dieser Eingang führt direkt in den Bereich, wo sich die Sons während der Heimspiele von Union aufhalten. Konzipiert ist dieser für 2.000 Zuschauer. Neben 30 V.I.P.-Logen gibt es in dem Stadion ein Restaurant, eine ausfahrbare Konzertbühne und spezielle Sicherheitsvorkehrungen für die Besucher. Des Weiteren können 60 Prozent der Zuschauer die Commodore Barry Bridge und den Delaware River von ihren Plätzen beobachten. Die Fassade des Subaru Parks besteht aus Back- und Natursteinen, welches die typische Architektur in Philadelphia widerspiegelt. Die Dienstleistungen innerhalb des Stadions werden von dem Unternehmen Comcast Spectacor aus Philadelphia ausgeführt. Die Panasonic Corporation, einer der Hauptsponsoren des Stadions, stellt die komplette elektronische Infrastruktur zur Verfügung.

## Anfahrt
Wie der South Philadelphia Sports Complex liegt auch das Talen Energy Stadium an der Interstate 95. In der Nähe (ein bis zwei km) liegen die Bahnhöfe Highland Avenue und Chester Transportation Center. Der Philadelphia International Airport ist acht km von dem Stadion entfernt. Es fahren stündlich Busse der SEPTA zum Stadion.